# Рандом (остров)
Остров Рандом (на английски: Random Island) е 4-тият по големина остров в провинция Нюфаундленд и Лабрадор. Площта му е 249 км2, която му отрежда 100-тното място сред островите на Канада.
Островът се намира край източните брегове на остров Нюфаундленд, в западната част на залива Тринити, южно от п-ов Бонависта. От север, запад и юг от бреговете на Нюфаундленд го отделя Северозападния проток (ръкав), а на югоизток – залива Рандом. В най-тясната част на протока през 1954 г. е построена 450-метрова дамба (насип), по която е прокарано шосе, което свързва остров Рандом с шосейната мрежа на остров Нюфаундленд. В средата на дамбата има 10-метров мост. На изток от острова, недалеч от брега има няколко по-малки островчета. Дължината му от запад на изток е 31,7 км, а ширината му варира от 15 км на изток до 6 км.

Бреговата линия с дължина 119 км е слабо разчленена, с малки изключения по източното крайбрежие, където има няколко залива: Литъл Харбър, Дийр Харбър и Рандом Хед Харбър.
Релефът на острова е предимно равнинен, като само отделни ниски възвишения достигат до 100-120 м. В най-югоизточната част на острова се издива възвишение до 230 м. В централната и, особено в източната част на острова има множество езера, по големи от които са: Рандом Харбър (най-голямо на острова), Литъл Айлънд, Калипсо и Фаганс. Най-северозападната част е силно заблатена. Целият остров е покрит с гъсти иглолистни гори, предпоставка за дългогодишното развиване на дърводобива.
До пристигането на първите заселници-рибари, които през 60-те години на XVIII в. създават първото селище Райдър в най-североизточната част, островът е необитаем. Създаденото селище в родължение на повече от 40 години е единственото на острова и постоянно е посещавано от риболовци и от другите части на Нюфаундленд. През 1800 на брега на залива Дийр Харбър е създанено още едно рибарско селище.
Западната част на острова започва да се заселва през 50-те години на XIX в., когато на южния бряг е създадено селището Хикман Харбър, което става административен център на острова и, което е най-голямото на остров Рандом с население от 479 души. Населението на новообразуваното селище освен с риболов започва да развива лодкостроене, дърводобив и кариера за строителни шисти. Кариерата функционира до 1907 г., когато е затворена, но от 1990 г. отново е в експлоатация.
Към началото на XX в. населението на острова нараства до към 1000 жители, но след това вследствие затварянето на кариерата, намаляването на дърводобива и риболова то започва да намалява. След построяването на шосето свързващо острова с Нюфаундленд през 1954 г. населението отново бавно започва да расте и през 1986 г. то е малко над 1500 души.
През 2006 г. населението на острова живее в 11 населени места, разположени само в западната част (старите селища по източното крайбрежие са изоставени):
- Рандом Хейтс – в най-северозападната част на острова, в близост до дамбата
- Елиотс Коув – на западното крайбрежие
- Снокс Харбър – на северозападното крайбрежие
- Аспен Брук – на северното крайбрежие
- Уейбридж – на югозападното крайбрежие
- Лейди Коув – на югозападното крайбрежие
- Робинсън – на югозападното крайбрежие
- Хикман Харбър – на южното крайбрежие, най-голямото на острова 479 души (2006 г.)
- Британия – на северното крайбрежие
- Лоуер Ланс Коув – на северното крайбрежие
- Петли – на северното крайбрежие

На острова има гимназия, в която през 2012 г. учат 201 деца.